# Banja Luka Challenger 2003
Il Banja Luka Challenger 2003 è stato un torneo di tennis facente parte della categoria ATP Challenger Series nell'ambito dell'ATP Challenger Series 2003. Il torneo si è giocato a Banja Luka in Bosnia ed Erzegovina dal 15 al 21 settembre 2003 su campi in terra rossa.

## Vincitori

### Singolare
Mario Radić ha battuto in finale  František Čermák con il punteggio di 6–4, 6–3.

### Doppio
Ionuț Moldovan /  Jurij Ščukin hanno battuto in finale  Nikola Ciric /  Goran Tošić con il punteggio di 6–2, 7–5.